# Jaume Mateu
Jaume Mateu, ou Jaime Mateu en castillan, (Sant Martí Sarroca, 1382 - 1452) est un peintre de Valence de style gothique international. Il est le neveu et le collaborateur de Pere Nicolau. Il a été actif à Valence entre 1402 et 1452.

## Biographie et œuvres
Les œuvres qui lui sont attribuées comprennent l' Adoration des bergers (1430, une partie d'un retable disparu maintenant) se trouvant dans le musée de Cortes de Arenoso, le retable de Saint Michel Archange réalisé pour le couvent franciscain de la Puridad de Valence, aujourd'hui au musée des beaux-arts de Valence, et une Nativité (1430).
Il a participé à la construction du plafond à caissons de la Salle Dorée (1419-1426) de l'ancien Hôtel de Ville qui est aujourd'hui conservé à la Loge de la soie.
Le 3 septembre 1427, avec Gonçal Peris Sarrià, il reçoit la commande de peintures pour le plafond de la Chambre du Conseil de l'Hôtel de Ville de Valence. Ces peintures représentent les rois de Valence. Un seul ensemble de quatre portraits a été sauvé de la démolition de l'édifice, en 1860, aujourd'hui conservé au musée national d'art de Catalogne.
On lui attribue aussi le retable de Sant Valeri du Vall de Almonacid et de Sant Jeroni du musée de la cathédrale de Segorbe. Il est recruté en 1445 pour réaliser avec Jaume Huguet le retable d'Elche.
Il est connu pour avoir réalisé des œuvres pour de clients dans Teruel et Barcelone.

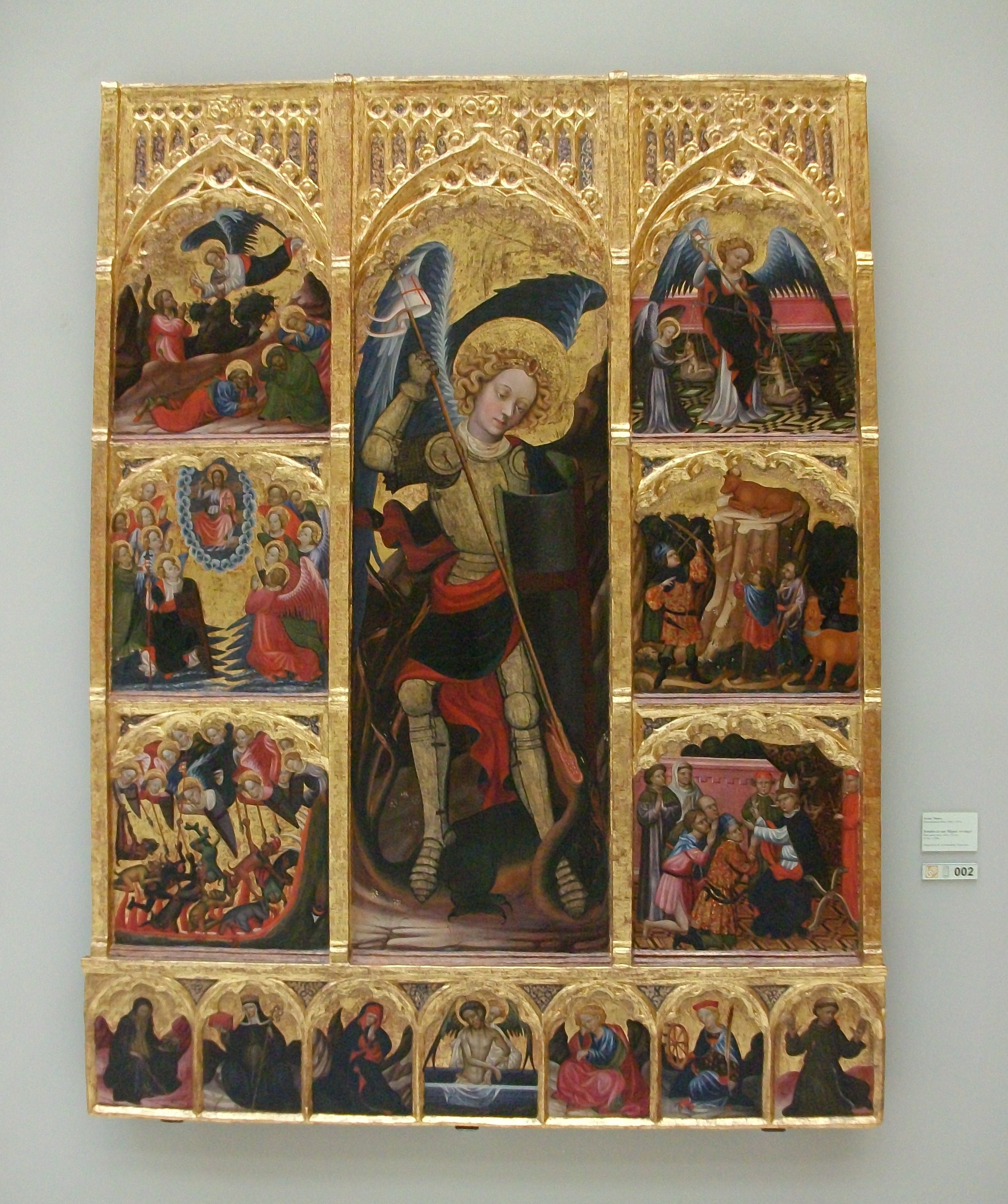
Retable de saint Michel archange du musée des beaux-arts de Valence
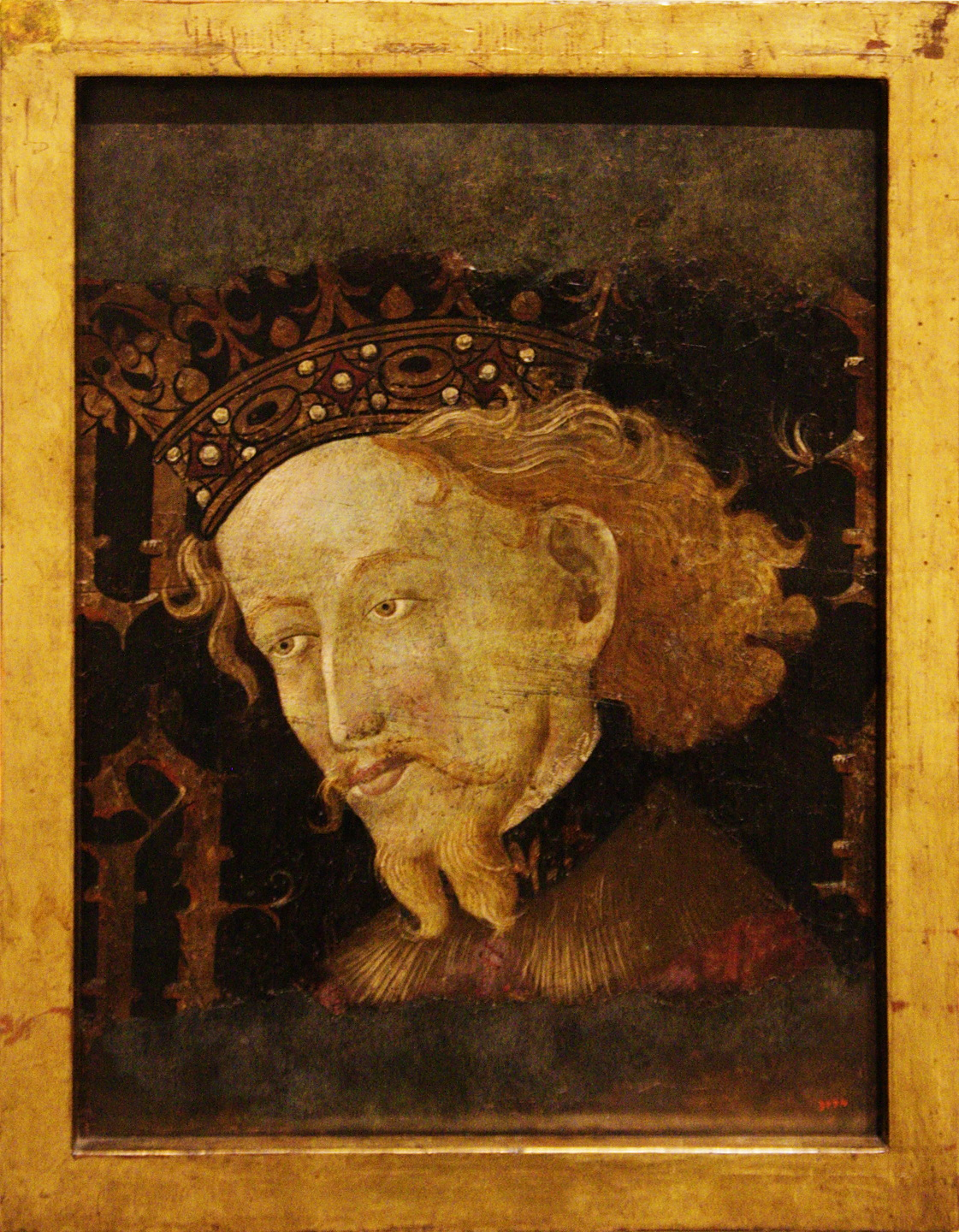
Portrait de Jacques Ier le Conquérant peint en 1427 pour l'Hôtel de Ville de Valence avec Gonçal Peris Sarrià
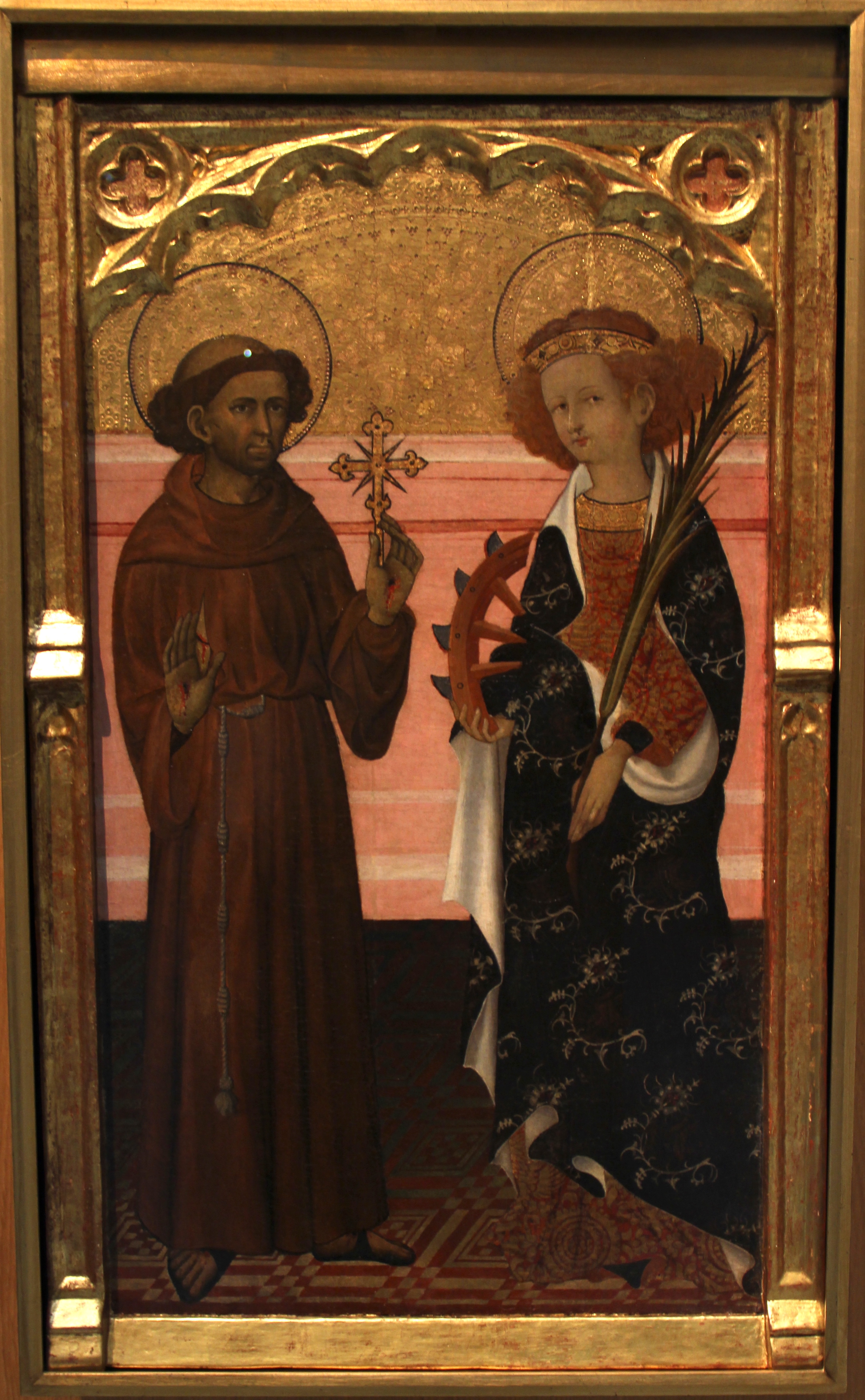
François d'Assise et Catherine d'Alexandrie par Jaume Mateu (XVe siècle). Musée des Beaux-Arts de Valence.

Heriard Dubreuil a proposé en 1975 d'assimiler le Maître de Burgo de Osma avec Jaume Mateu avant d'abandonner cette identification,.

## Sources
- (ca) Cet article est partiellement ou en totalité issu de l’article de Wikipédia en catalan intitulé « Jaume Mateu (pintor) » (voir la liste des auteurs) (adaptation).